# Althiburos
Althiburos est un site archéologique tunisien situé dans le gouvernorat du Kef, plus précisément dans la délégation de Dahmani, au lieu dénommé désormais Medeina.

## Histoire

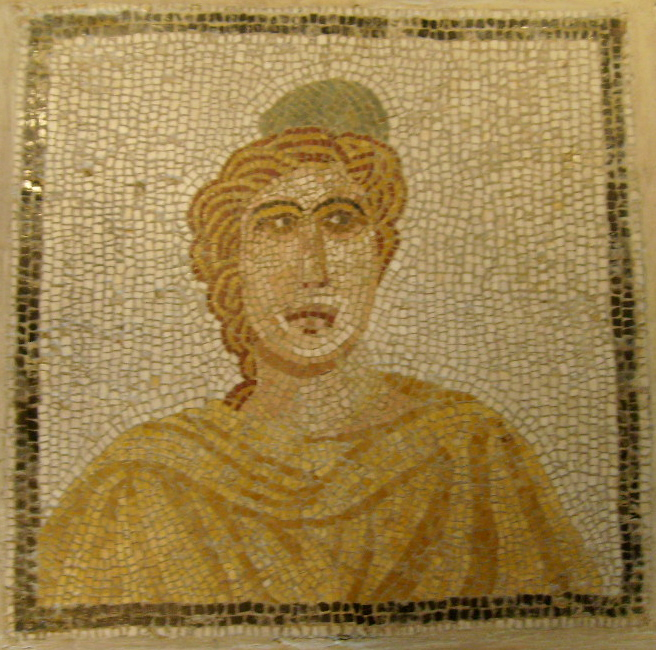
Mosaïque du IIIe siècle issue des collections de l'Institut du monde arabe.

Les plus anciennes traces d'urbanisme sur le site remontent aux Xe – IXe siècles av. J.-C.. De même, le site atteste du développement local de la viticulture, du travail du fer et d'une domestication indépendante des bovins. Par ailleurs, le site atteste aussi de la présence d'une population pleinement sédentaire au Xe siècle av. J.-C. dont l'économie reposait sur l'agriculture, notamment la céréaliculture et l'arboriculture (viticulture, figuier et olivier) mais aussi possiblement la production de fer,.
Ancienne cité numide passée sous l'influence de Carthage, située sur la route reliant Carthage à Théveste, la cité obtient de l'empereur Hadrien (117-138) le statut de municipe sous le nom de Municipium Aelium Hadrianum Augustum Althiburitanum.
Prospère aux IIe et IIIe siècles puis siège d'évêché aux IVe – VIIe siècles, la cité est ensuite désertée par ses habitants qui partent s'installer à Ebba Ksour, nom ancien de la ville voisine de Dahmani, ce qui contribue à la préservation de certains bâtiments.
Outre des récits de voyages qui le décrivent, le site n'a vu que peu de fouilles archéologiques. Une campagne qui a lieu en 1895 est menée par des militaires qui dégagent la mosaïque dite Catalogue des navires d'Althiburos. Des fouilles commencées en 1908, interrompues puis reprises en 1912, dégagent une partie du forum, une rue principale et une porte monumentale à une baie, avec une inscription dédiée à Hadrien,.
Sous l'égide de l'Institut national du patrimoine de Tunisie, des équipes espagnoles et italiennes mènent sur le site des projets de fouilles depuis 2006-2007.

## Monuments
- Capitole et forum
- Villas romaines
- Arc de triomphe
- Mausolée
- Voie romaine
- Tophet-sanctuaire de Baal Hammon-Saturne, localisé en 2006[9]

Le théâtre romain se situe au sommet d'une colline. Des vestiges partiellement enterrés ne subsistent au milieu de blocs épars qu'une série de 19 arcades dont seul dépasse le sommet, surmontées de cinq arcades du premier étage. René Cagnat et Henri Saladin, à la fin du XIXe siècle, donnaient les dimensions suivantes pour ce théâtre : soixante mètres de diamètre et 35 mètres de largeur de scène,. Les actions archéologiques menées à partir de 2007 ont comme objectif le relevé des ruines et la reconstruction du théâtre.